# Mahmud Yalavač
Mahmud Yalavač fou ministre-governador de Transoxiana (Mawara al-Nahr) d'origen corasmi, que havia estat nomenat directament pel gran kan. Es creu que era un corasmi enviat a la cort del gran kan Genguis Kan com ambaixador el 1218.
El 1238 va esclatar una revolta contra els mongols a Bukharà dirigida per un fabricant local d'estores de nom Muhammad Tarabi, Txagatai va reprimir l'aixecament i la ciutat només es va salvar de la destrucció per la intercessió de Mahmud Yalavač. Això va causar un conflicte entre Mahmud i Txagatai i aquest va destituir al governador vers 1239 però el seu germà Ogodei el va cridar a l'ordre i li va fer reconèixer la il·legalitat de la seva mesura; Ogodei això no obstant, tot seguit va concedir la regió de Transoxiana en feu (indju) al seu germà Txagatai, però romangué en la pràctica sota sobirania del gran kan. Mahmud fou nomenat governador de Pequín on després fou confirmat pels kans Güyük i Möngke, fins a la seva mort el 1254.
Als darrers anys d'Ogodei i durant el regnat del kan Mongke, els territoris entre la frontera xinesa i Bukharà foren governats per Masud Beg, fill de Mahmud Yalavač, en nom del gran kan.